# Catwick
Catwick – wieś w Anglii, w hrabstwie East Riding of Yorkshire. Leży 17 km na północ od miasta Hull i 265 km na północ od Londynu. W 2001 miejscowość liczyła 215 mieszkańców.